# Alan R. Moon

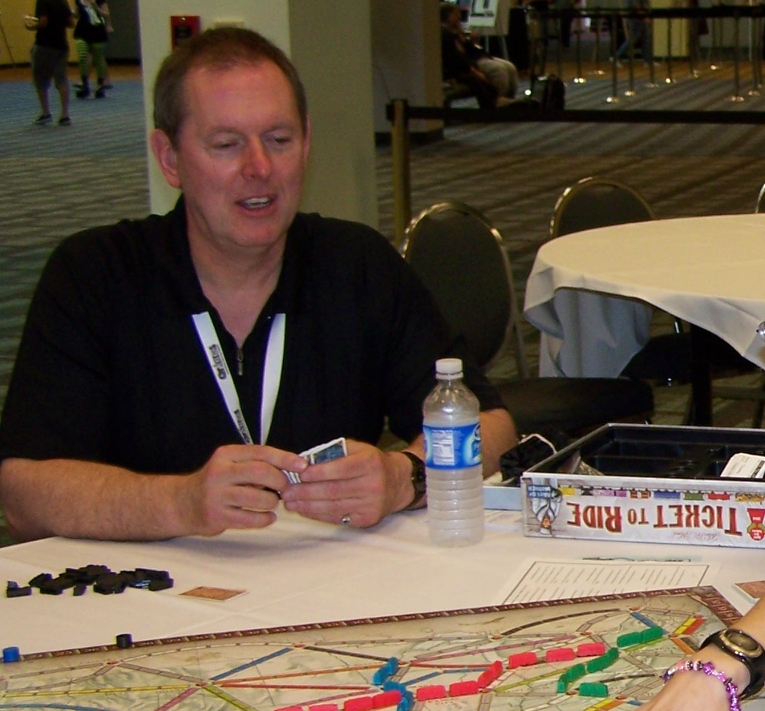
Alan R. Moon spielt Ticket To Ride (Zug um Zug) bei den Origins 2007

Alan Richard Moon (* 18. November 1951 in Southampton) ist ein in den USA lebender britischer Spieleautor. Er erhielt zweimal die Auszeichnung Spiel des Jahres.

## Leben
1967 zog Moon nach Kanada und zwei Jahre später in die USA. Nach unfreiwilligem Militärdienst im Vietnamkrieg studierte er Anglistik und Theaterwissenschaften am Kean College in New Jersey, welches er 1979 abschloss. Während des Studiums begann er Artikel für Avalon Hills Spielezeitschrift The General Magazine zu schreiben. Nach dem Studium wurde er als stellvertretender Herausgeber eingestellt und danach auch hauptverantwortlicher Herausgeber. Er merkte, dass die Entwicklung von Spielen ihm mehr lag und so arbeitete er in der Entwicklungsabteilung bei Avalon Hill. Nachdem er von 1983 bis 1984 in der Entwicklungsgruppe für Videospiele bei Parker Brothers gearbeitet hatte, beschloss er, freiberuflicher Spieleautor zu werden. Er feilte an eigenen Ideen und versuchte sie im weitaus größeren Markt des deutschen Kulturraums bei Spieleverlagen unterzubringen, allerdings wenig erfolgreich. Daher gründete er 1991 mit Peter Gehrmann alias Mick Ado den Verlag White Wind um seine eigenen Spiele in kleiner Auflage veröffentlichen zu können. Er hoffte dadurch, dass andere Verlage dadurch auf seine Spiele aufmerksam werden würden und sie dann Spiele in größerem Rahmen publizieren würden. Da der Verlag nicht besonders erfolgreich war, wurde er 1996/1997 Spieleentwicklungsleiter bei der nordamerikanischen Abteilung von FX Schmid, um dort eine Spielereihe von FX Schmid auf dem Markt zu etablieren. Nachdem FX Schmid von Ravensburger aufgekauft wurde, wurde er Director of Games bei Ravensburger USA.

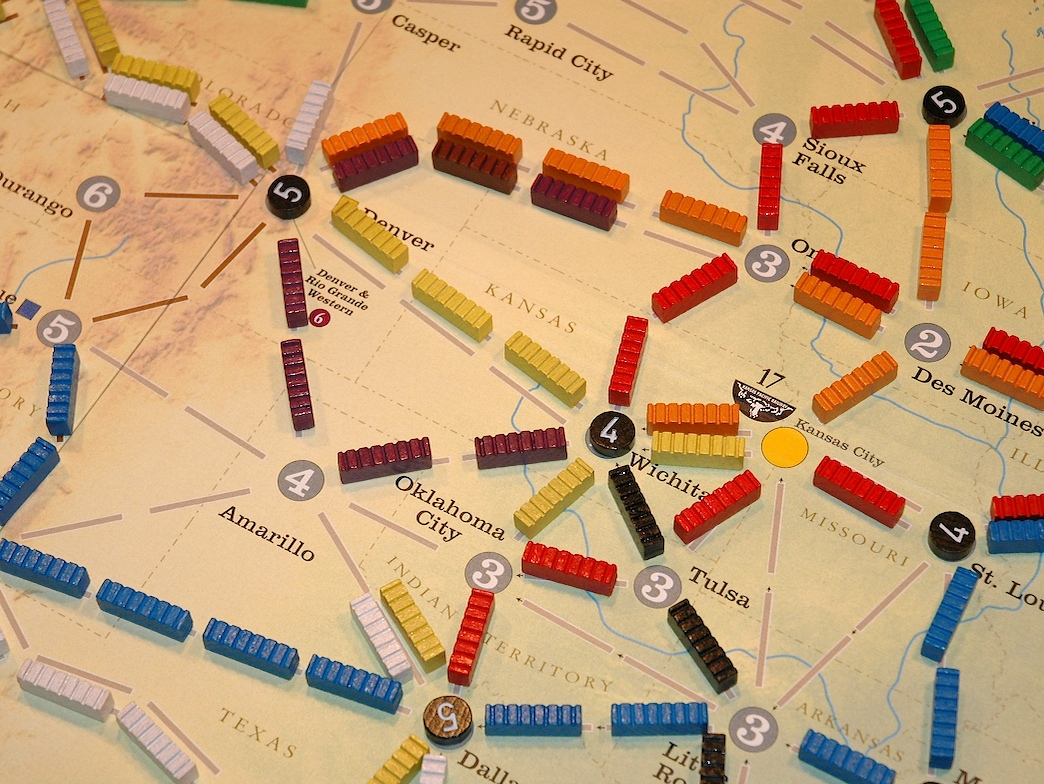
Ausschnitt aus dem Plan des Eisenbahnspiels von Moon

Nachdem White Wind 1997 aufgelöst worden war, fragte Amigo bei Moon an, ob er eine vereinfachte Version des 1992 bei White Wind erschienenen Spiels Elfenroads entwickeln kann. Das Ergebnis Elfenland wurde 1998 das Spiel des Jahres und damit begann Moons großer Durchbruch als Spieleautor. Seit 2000 ist er hauptberuflicher Spieleerfinder. 2004 wurde mit Zug um Zug ein zweites Mal ein Spiel von Moon das Spiel des Jahres.
Von 2003 bis 2005 war Moon erster Vorsitzender der Spieleautorenzunft. Alan R. Moon ist seit dem 14. Februar 2004 mit seiner Frau Janet Niver verheiratet.
2007 wurde er in die Hall of Fame des Origins Award aufgenommen.

## Auszeichnungen
- Spiel des Jahres
  - Reibach & Co: Auswahlliste 1996
  - Elfenland: Gewinner 1998
  - Union Pacific: nominiert 1999
  - Das Amulett: nominiert 2001
  - Capitol: Auswahlliste 2001
  - San Marco: Auswahlliste 2001
  - Zug um Zug: Gewinner 2004
  - Oase: Empfehlungsliste 2004
  - Diamant: Empfehlungsliste 2005
- Kennerspiel des Jahres
  - Zug um Zug Legacy: Legenden des Westens: Nominierungsliste 2024
- Deutscher Spiele Preis
  - Reibach & Co: 5. Platz 1996
  - Elfenland: 3. Platz 1998
  - Union Pacific: 3. Platz 1999
  - Capitol: 5. Platz 2001
  - San Marco: 7. Platz 2001
  - Das Amulett: 10. Platz 2001
  - New England: 8. Platz 2003
  - Zug um Zug: 6. Platz 2004
- Essener Feder
  - Union Pacific 1999
- Spiel der Spiele
  - Lumberjack: Spiele Hit für Familien 2002
  - Europa Tour: Spiele Hit für Familien 2003
  - Diamant: Spiele Hit für Viele 2005
- Schweizer Spielepreis
  - Zug um Zug: 2. Platz Familienspiele 2004
- As d’Or
  - Zug um Zug 2005
- Gamers Choice Award
  - Union Pacific: Multiplayer Nominees 2000
  - San Marco: Hauptpreis Multiplayer 2002
  - Capitol: Finalist Multiplayer 2002
  - Zug um Zug: Finalist Multiplayer 2004
  - Zug um Zug Europa: Hauptpreis Multiplayer 2005
- Origins Award
  - Zug um Zug: 2004
- Niederländischer Spielepreis
  - Zug um Zug: nominiert 2004
- à la carte Kartenspielpreis
  - U.F.O.s: 8. Platz 1992
  - Freight Train: 8. Platz 1994
  - Reibach & Co: 2. Platz 1996
  - König der Elfen: 8. Platz 2000
  - Europa Tour: 3. Platz 2003
  - Canal Grande: 4. Platz 2003
  - Diamant: 4. Platz 2005
  - Gloria Picktoria: 9. Platz 2007

## Ludographie
- 1979: Pacific Theatre via Midway, Avalon Hill
- 1980: War at Sea II, Avalon Hill
- 1981: Black Spy, Avalon Hill
- 1988: Starting Lineup Talking Baseball, Parker Brothers
- 1988: Superstar Lineup Talking Football, Parker Brothers
- 1990: Airlines, Abacusspiele
- 1990: Gespenster (=Black Spy), Hexagames
- 1990: Wer hat mehr?, Piatnik & Söhne
- 1991: Elfengold, White Wind
- 1991: Fishy, White Wind
- 1991: Pony-Express, Abacusspiele
- 1992: Elfenroads, White Wind
- 1992: Santa Fé, White Wind
- 1992: U.F.O.s, Salagames
- 1993: Freight Train, White Wind
- 1994: Mush, White Wind
- 1995: Elfenwizards, White Wind
- 1995: Rainbows, White Wind
- 1995: Tricks, White Wind
- 1996: Chestnuts Roasting On An Open Fire, Han Heidema
- 1996: Freight Train, Mayfair Games
- 1996: Reibach & Co (mit Peter Gehrmann), F.X. Schmid
- 1997: Bidwise, Games Magazine
- 1997: Get The Goods (=Reibach & Co, mit Peter Gehrmann), U.S. Games Systems
- 1997: Strings, Games Magazine
- 1998: Elfenland, Amigo
- 1998: Santa Claus Is Comin' To Town, Han Heidema
- 1999: Andromeda, Abacusspiele, Rio Grande Games, 999 Games
- 1999: Elfengold, (Erweiterung zu Elfenland), Amigo
- 1999: Elfenland/Elfengold, Rio Grande Games
- 1999: Good Dog Carl (mit Mark Hauser), Ravensburger USA
- 1999: König der Elfen, Rio Grande Games, Amigo
- 1999: Knights of the Rainbow (mit Aaron Weissblum), F.X. Schmid USA
- 1999: Madeline & the Gypsies (mit Mark Hauser), Ravensburger USA
- 1999: Richard Scarry Poles & Ladders (mit Mark Hauser), Ravensburger USA
- 1999: Union Pacific, Amigo, Rio Grande Games
- 1999: Whoa Nellie (mit Richard Borg), F.X Schmid USA
- 2000: Time Pirates (mit Aaron Weissblum), Piatnik & Söhne, Rio Grande Games
- 2000: Wongar (mit Richard Borg), Goldsieber
- 2001: Das Amulett (mit Aaron Weissblum), Goldsieber, Face to Face
- 2001: Capitol (mit Aaron Weissblum), Schmidt Spiele
- 2001: San Marco (mit Aaron Weissblum), Ravensburger
- 2002: Canal Grande (mit Aaron Weissblum), Adlung-Spiele
- 2002: Clippers, Eurogames
- 2002: Fürst der Finsternis (mit Aaron Weissblum), Amigo
- 2002: Im Schatten des Sonnenkönigs (=Knights of the Rainbow, mit Aaron Weissblum), Amigo
- 2002: Lumberjack (mit Aaron Weissblum), Schmidt Spiele
- 2002: San Marco – Das Kartenspiel (mit Aaron Weissblum), Adlung-Spiele
- 2002: Santa Fe Rails, GMT Games
- 2002: Where's Bob's Hat? (=Wer hat mehr?), Abacusspiele
- 2003: Eiszeit (mit Aaron Weissblum), Alea, Rio Grande Gamea
- 2003: Europa Tour (mit Aaron Weissblum), Schmidt Spiele
- 2003: Gold und Rum (mit Bruno Faidutti), Asmodée Editions
- 2003: King Lui (mit Aaron Weissblum), Abacusspiele, Rio Grande Games
- 2003: New England (mit Aaron Weissblum), Goldsieber, Überplay
- 2003: Stop It (mit Aaron Weissblum), Schmidt Spiele
- 2003: 10 Days in Africa (=Europa Tour, mit Aaron Weissblum), Out of the Box
- 2003: 10 Days in America (=Europa Tour, mit Aaron Weissblum), Out of the Box
- 2004: Clocktowers (mit Aaron Weissblum), Jolly Roger Games
- 2004: Die Drachen (mit Richard Borg), Phalanx Games, Face to Face
- 2004: Employee of the Month (mit Aaron Weissblum), Dancing Eggplant Games
- 2004: Immer oben auf! (mit Aaron Weissblum), Goldsieber
- 2004: Monster & Mythen (mit Richard Borg), Phalanx Games
- 2004: Oase (mit Aaron Weissblum), Schmidt Spiele, Überplay
- 2004: Slow Freight, Funagain
- 2004: Warriors (mit Richard Borg), Face to Face
- 2004: Walk the Dogs (mit Aaron Weissblum), Simply Fun
- 2004: Zug um Zug, Days of Wonder
- 2005: Diamant (mit Bruno Faidutti), Schmidt Spiele
- 2005: Gracias (mit Richard Borg), Ravensburger
- 2005: Rutschpartie mit Winnie the Pooh (mit Mark Hauser), Ravensburger
- 2005: Zug um Zug Europa, Days of Wonder
- 2006: Wizard's Brew (=Das Amulett, mit Aaron Weissblum), Face to Face
- 2006: Zug um Zug – USA 1910, Days of Wonder
- 2006: Zug um Zug Märklin, Days of Wonder
- 2007: Gloria Picktoria (=Reibach & Co, mit Peter Gehrmann), Zoch Verlag
- 2007: Incan Gold (= Diamant, mit Bruno Faidutti), Sunriver Games
- 2007: Ticket to Ride Nordic Countries, Days of Wonder
- 2007: Zug um Zug Schweiz, Days of Wonder
- 2008: Ticket to Ride – The Card Game, Days of Wonder